# Rampa Mosveu
Rampa Mosveu, född 6 juni 1975, är en friidrottare från Botswana. Han deltog vid olympiska sommarspelen 1996.